# Яніна (Свентокшиське воєводство)
Яніна (пол. Janina) — село в Польщі, у гміні Бусько-Здруй Буського повіту Свентокшиського воєводства.
Населення — 429 осіб (2011).
У 1975-1998 роках село належало до Келецького воєводства.

## Демографія
Демографічна структура на день 31 березня 2011 року:
|          | Загалом | Допрацездатний вік | Працездатний вік | Постпрацездатний вік |
| -------- | ------- | ------------------ | ---------------- | -------------------- |
| Чоловіки | 212     | 43                 | 139              | 30                   |
| Жінки    | 217     | 35                 | 124              | 58                   |
| Разом    | 429     | 78                 | 263              | 88                   |